# Futbol'nyj Klub Volgar' Astrachan' 2017-2018
Questa voce raccoglie le informazioni riguardanti il Futbol'nyj Klub Volgar' Astrachan' nelle competizioni ufficiali della stagione 2017-2018.

## Stagione
Dopo oltre cinque anni finì la direzione sulla panchina di Jurij Gazzaev, che a gennaio 2018 fu esonerato e sostituito dal suo vice Andranik Aleksandrovič Babajan. La squadra finì decima in campionato, ma problemi finanziari portarono la società a rinunciare all'iscrizione, retrocedendo in terza serie.

## Rosa
| N. |                   | Ruolo | Calciatore          |
| -- | ----------------- | ----- | ------------------- |
| 2  | Russia (bandiera) | D     | Evgenij Kirisov     |
| 4  | Russia (bandiera) | C     | Aleksey Pustozerov  |
| 5  | Russia (bandiera) | C     | Nika Piliev         |
| 9  | Russia (bandiera) | A     | Aleksey Babyr       |
| 10 | Russia (bandiera) | C     | Ruslan Gazzaev      |
| 14 | Russia (bandiera) | C     | Vladlen Babaev      |
| 16 | Russia (bandiera) | P     | Dmitri Ternovskiy   |
| 17 | Russia (bandiera) | C     | Mikhail Zhabkin     |
| 18 | Russia (bandiera) | C     | Oleg Shalaev        |
| 20 | Russia (bandiera) | C     | Aleksandr Bolonin   |
| 21 | Russia (bandiera) | A     | Dmitri Lesnikov     |
| 23 | Russia (bandiera) | D     | Anton Grigorjev     |
| 27 | Russia (bandiera) | C     | Temuri Bukia        |
| 29 | Russia (bandiera) | A     | Danila Yashchuk     |
| 30 | Russia (bandiera) | P     | Dmitri Saganovich   |
| 35 | Russia (bandiera) | P     | Dmitri Arapov       |
| 39 | Russia (bandiera) | A     | Pavel Solomatin     |
| 44 | Russia (bandiera) | D     | Danila Kozlov       |
| 55 | Russia (bandiera) | D     | Dmitri Ivanov       |
| 68 | Russia (bandiera) | D     | Vitaliy Zaprudskikh |

| N. |                    | Ruolo | Calciatore           |
| -- | ------------------ | ----- | -------------------- |
| 69 | Russia (bandiera)  | D     | Nikolay Kovalev      |
| 77 | Russia (bandiera)  | D     | Aleksey Berdnikov    |
| 80 | Russia (bandiera)  | A     | German Onugkha       |
| 88 | Russia (bandiera)  | C     | Vitaliy Gorulev      |
| 91 | Russia (bandiera)  | D     | Aleksandr Stepanov   |
| 95 | Russia (bandiera)  | D     | Oleg Murachev        |
| 98 | Russia (bandiera)  | C     | Pavel Bashilin       |
| -  | Armenia (bandiera) | P     | Stanislav Buchnev    |
| -  | Russia (bandiera)  | D     | Igor Kalinin         |
| -  | Russia (bandiera)  | D     | Dmitriy Kabutov      |
| -  | Russia (bandiera)  | D     | Konstantin Pliev     |
| -  | Russia (bandiera)  | D     | Soslan Takazov       |
| -  | Russia (bandiera)  | D     | Igor Klimov          |
| -  | Russia (bandiera)  | C     | Roman Akbashev       |
| -  | Russia (bandiera)  | C     | Aslan Dyshekov       |
| -  | Russia (bandiera)  | C     | Andrey Bochkov       |
| -  | Russia (bandiera)  | A     | Aleksey Sutormin     |
| -  | Russia (bandiera)  | A     | Islam Mashukov       |
| -  | Russia (bandiera)  | A     | Sergey Verkashanskiy |

## Risultati

### Campionato
| Astrachan' 8 luglio 2017, ore 17:00 1ª giornata | Volgar' Astrachan' | 0 – 0 referto | Fakel Voronež | Stadio Centrale (1.800 spett.)\| Arbitro: \| Pavel Kukuyan \| |
| Arbitro:                                        | Pavel Kukuyan      |               |               |                                                               |

| Arbitro: | Aleksandr Borisov |

|                      |           |                                        |
| Mikhail Biryukov 22’ | Marcatori | 11’ Roman Akbashev 86’ Dmitriy Kabutov |

| Arbitro: | Igor Fedotov |

|                                                            |           |  |
| Aleksey Sutormin 11’ Dmitriy Kabutov 54’ Aleksey Babyr 90’ | Marcatori |  |

| Arbitro: | Igor Panin |

|                                                |           |  |
| Roman Akbashev 55’ Aleksey Sutormin 58’ (rig.) | Marcatori |  |

| Arbitro: | Dmitri Nedvizhay |

|                                      |           |                      |
| Roman Akbashev 9’ Islam Mashukov 77’ | Marcatori | 84’ Viktor Karpukhin |

| Arbitro: | Pavel Shadykhanov |

|                              |           |  |
| Dmitriy Yatchenko 41’ (rig.) | Marcatori |  |

| Arbitro: | Aleksey Amelin |

|                                  |           |                      |
| Anzor Sanaia 17’ Ante Puljic 24’ | Marcatori | 36’ Aleksey Sutormin |

| Arbitro: | Oleg Sokolov |

|  |           |                       |
|  | Marcatori | 63’ Aleksandr Bolonin |

| Arbitro: | Lasha Verulidze |

|                      |           |                 |
| Aleksey Sutormin 36’ | Marcatori | 7’ Denis Voynov |

| Arbitro: | Nikolay Voloshin |

|  |           |                    |
|  | Marcatori | 51’ Artem Shchadin |

| Arbitro: | Evgeni Turbin |

|                                    |           |                                    |
| Sandro Tsveiba 12’ Oleg Vlasov 75’ | Marcatori | 10’ Igor Klimov 49’ Vladlen Babaev |

| Arbitro: | Vasili Kazartsev |

|                             |           |  |
| Aleksey Sutormin 45’ (rig.) | Marcatori |  |

| Arbitro: | Igor Panin |

|                    |           |                       |
| Maksim Andreev 36’ | Marcatori | 19’ Aleksandr Bolonin |

| Arbitro: | Sergey Kulikov |

|                                   |           |  |
| Igor Kalinin 14’ Igor Kalinin 39’ | Marcatori |  |

| Arbitro: | Artem Chistyakov |

|                                                           |           |                             |
| Sergiy Shevchuk 22’ Oleg Chernyshov 27’ Ilya Gultyaev 41’ | Marcatori | 48’ (aut.) Evgeniy Ovsienko |

| Arbitro: | Ivan Sidenkov |

|                            |           |                                                                   |
| Dmitriy Kabutov 13’ (rig.) | Marcatori | 39’ Sylvanus Nimely 50’ Aleksandr Rudenko 71’ Vladislav Panteleev |

| Arbitro: | Aleksey Sukhoy |

|                                       |           |                   |
| Senin Sebai 43’ Dmitri Skopintsev 69’ | Marcatori | 71’ Aleksey Babyr |

| Arbitro: | Pavel Shadykhanov |

|                     |           |                                         |
| Anton Grigorjev 48’ | Marcatori | 67’ Aleksandr Kutjin 89’ Mikhail Komkov |

| Arbitro: | Dmitri Nedvizhay |

|                       |           |                                            |
| Vladislav Sirotov 61’ | Marcatori | 18’ Aleksey Sutormin 90'+4’ Roman Akbashev |

| Arbitro: | Stanislav Vasiljev |

|                             |           |  |
| Aleksey Sutormin 20’ (rig.) | Marcatori |  |

| Arbitro: | Oleg Sokolov |

|                     |           |                    |
| Spartak Gogniev 48’ | Marcatori | 4’ Dmitriy Kabutov |

| Vladivostok 8 novembre 2017, ore 10:00 22ª giornata | Luč-Ėnergija | 0 – 0 referto | Volgar' Astrachan' | Stadio Dinamo (720 spett.)\| Arbitro: \| Igor Fedotov \| |
| Arbitro:                                            | Igor Fedotov |               |                    |                                                          |

| Arbitro: | Sergej Ivanov |

|                                              |           |                    |
| Igor Gorbunov 58’ Vladimir Gogberashvili 89’ | Marcatori | 36’ Ruslan Gazzaev |

| Arbitro: | Vitali Meshkov |

|  |           |                   |
|  | Marcatori | 43’ Alan Chochiev |

| Arbitro: | Ivan Sidenkov |

|                                           |           |  |
| Aleksey Sutormin 11’ Aleksey Sutormin 55’ | Marcatori |  |

| Arbitro: | Aleksey Amelin |

|  |           |                                             |
|  | Marcatori | 2’ Andrey Mostovoy 58’ Sergey Verkashanskiy |

| Arbitro: | Stanislav Vasiljev |

|                         |           |  |
| Ilnur Alshin 77’ (rig.) | Marcatori |  |

| Arbitro: | Igor Panin |

|                        |           |                        |
| Dmitriy Chistyakov 38’ | Marcatori | 42’ Aleksey Pustozerov |

| Astrachan' 24 marzo 2018, ore 13:00 29ª giornata | Volgar' Astrachan' | 0 – 0 referto | Dinamo San Pietroburgo | Stadio Centrale (1.000 spett.)\| Arbitro: \| Vladimir Moskalev \| |
| Arbitro:                                         | Vladimir Moskalev  |               |                        |                                                                   |

| Arbitro: | Ivan Sidenkov |

|                                                         |           |                     |
| Maksim Lauk 36’ Andrea Chukanov 60’ Andrea Chukanov 76’ | Marcatori | 22’ Danila Yashchuk |

| Astrachan' 7 aprile 2018, ore 14:00 31ª giornata | Volgar' Astrachan' | 0 – 0 referto | Sibir' | Stadio Centrale (1.000 spett.)\| Arbitro: \| Vasili Kazartsev \| |
| Arbitro:                                         | Vasili Kazartsev   |               |        |                                                                  |

| Arbitro: | Roman Chernov |

|                                                                     |           |  |
| Grigori Chirkin 51’ Aleksey Sutormin 58’ (rig.) Grigori Chirkin 87’ | Marcatori |  |

| Arbitro: | Vitali Meshkov |

|                    |           |                                               |
| German Onugkha 69’ | Marcatori | 42’ Andrey Murnin 71’ (rig.) Evgeniy Shlyakov |

| Arbitro: | Anton Anopa |

|                                               |           |                                                                        |
| Aleksandr Lomovitskiy 18’ Sylvanus Nimely 28’ | Marcatori | 22’ (rig.) Aleksandr Bolonin 53’ Mikhail Zhabkin 60’ Aleksandr Bolonin |

| Arbitro: | Vladimir Seldyakov |

|  |           |                    |
|  | Marcatori | 69’ Denis Shevchuk |

| Arbitro: | Vladimir Moskalev |

|                                                      |           |                    |
| Aleksandr Kutjin 61’ (rig.) Valeri Kichin 83’ (rig.) | Marcatori | 71’ Vladlen Babaev |

| Arbitro: | Artur Fedorov |

|                                                     |           |                                        |
| Temuri Bukia 7’ German Onugkha 36’ Oleg Shalaev 44’ | Marcatori | 11’ Ilya Zuev 89’ (rig.) Ilya Kamyshev |

| Arbitro: | Igor Panin |

|                                              |           |                    |
| Mikhail Afanasjev 12’ Aleksandr Alkhazov 70’ | Marcatori | 37’ German Onugkha |

### Coppa di Russia
| Arbitro: | Ivan Sidenkov |

|  |           |                                               |
|  | Marcatori | 17’ (rig.) Mikhail Zhabkin 59’ Vladlen Babaev |

| Arbitro: | Aleksey Sukhoy |

|  |           |                                           |
|  | Marcatori | 22’ Aleksandr Zuev 48’ Aleksandr Bukharov |